# Лангадас
Лангада́с (греч. Λαγκαδάς) — малый город в Греции. Административный центр одноимённой общины в периферийной единице Салоники в периферии Центральная Македония. Расположен на высоте 110 м над уровнем моря, в 20 км к северо-востоку от города Салоники, к северу от озера Корония. Население 7764 человек по переписи 2011 года.
Южнее города проходит автострада «Эгнатия».

## Название
Название происходит от церк.-слав. лѫгъ — «луг».

## Население
| Год  | Население, человек |
| ---- | ------------------ |
| 1991 | 6280               |
| 2001 | 7259               |
| 2011 | ↗ 7764             |